# Dzwonkówka trująca

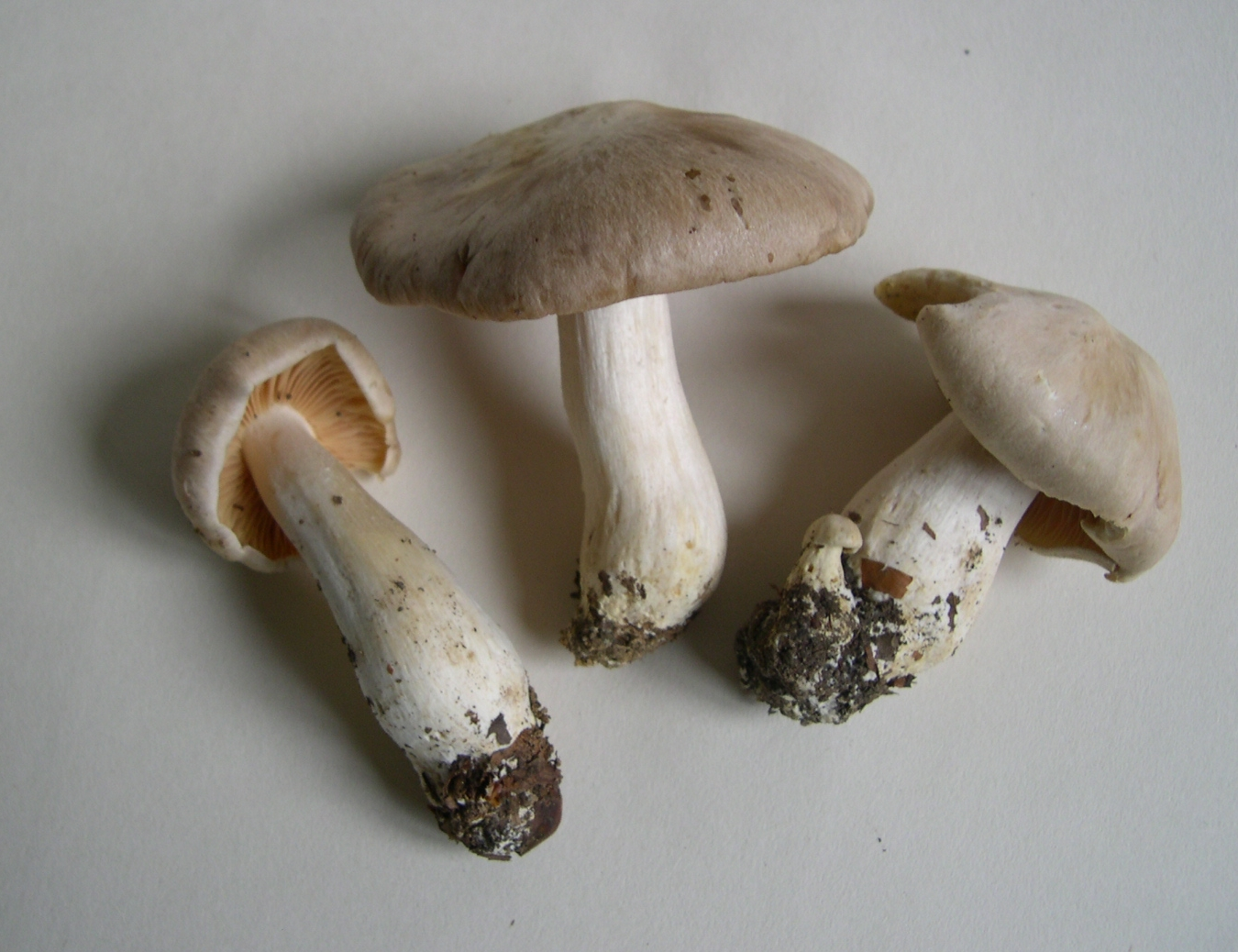
Młode owocniki dzwonkówki trującej.

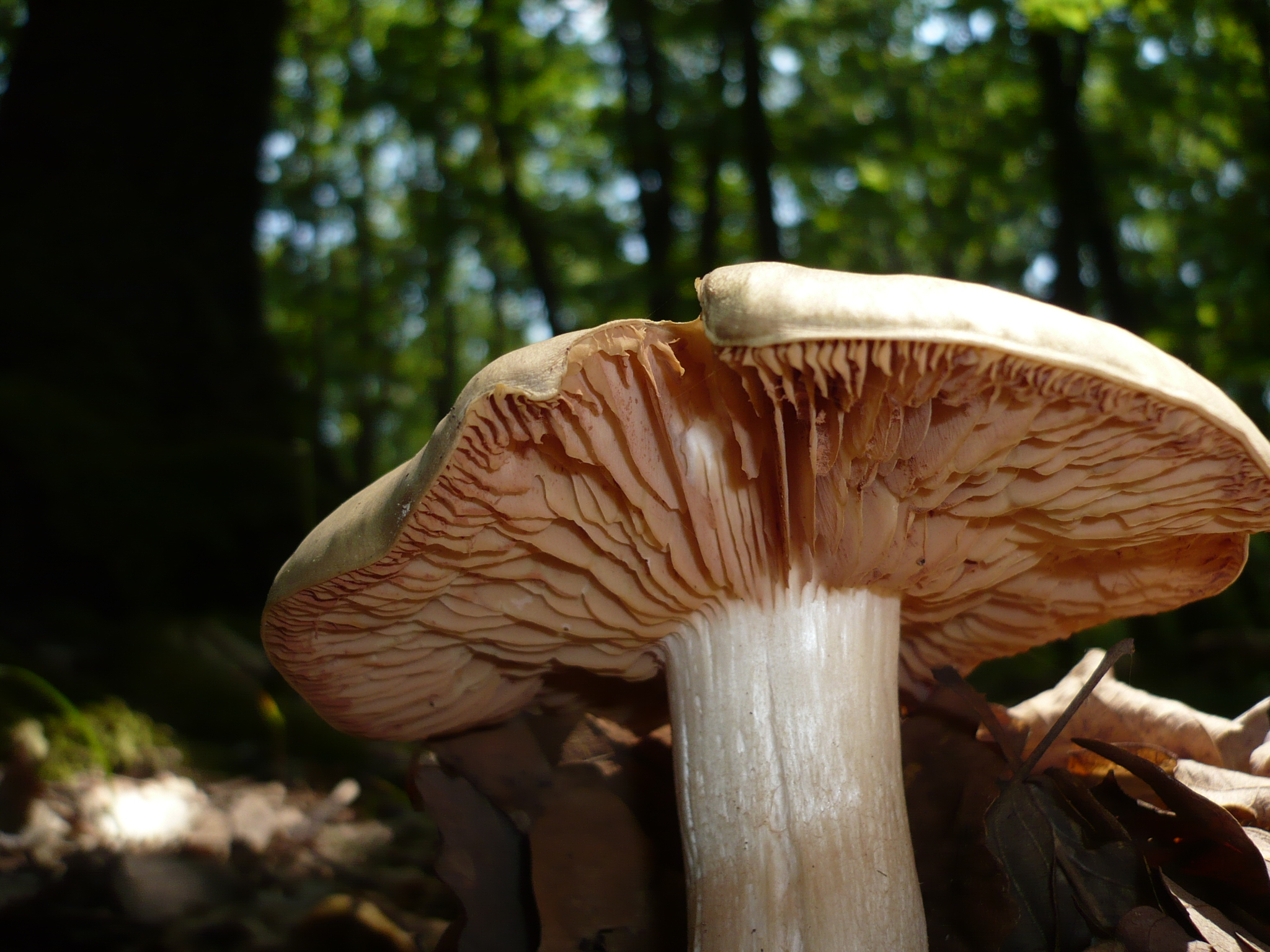
Starszy owocnik dzwonkówki trującej

Dzwonkówka trująca (Entoloma sinuatum (Bull.) P. Kumm.) – gatunek grzybów należący do rodziny dzwonkówkowatych (Entolomataceae). 

## Systematyka i nazewnictwo
Pozycja w klasyfikacji według Index Fungorum: Entoloma, Entolomataceae, Agaricales, Agaricomycetidae, Agaricomycetes, Agaricomycotina, Basidiomycota, Fungi.
Po raz pierwszy takson ten zdiagnozował w 1793 r. Jean Baptiste François Pierre Bulliard, nadając mu nazwę Agaricus sinuatus. Obecną, uznaną przez Index Fungorum nazwę nadał mu w 1871 r. Paul Kummer przenosząc go do rodzaju Entoloma.  
Synonimów naukowych ma około 20. Niektóre z nich::

- Agaricus lividus Bull.
- Agaricus sinuatus Bull.
- Entoloma eulividum Noordel.
- Entoloma lividum (Bull.) Quél.
- Rhodophyllus lividus (Bull.) Quél.
- Rhodophyllus sinuatus (Bull.) Quél.
- Rhodophyllus sinuatus Singer

Nazwę polską podał Władysław Wojewoda w 2003 r. W polskim piśmiennictwie mykologicznym gatunek ten opisywany był wcześniej jako wieruszka zatokowata. Istnieje też wiele nazw regionalnych: wieruszka ciemna, bedłka trująca, bedłka sinawa, lub zatokowata, wieruszka sinawa, łęgot zaginany.

## Morfologia
Kapelusz
Średnica 5-20 cm. Jest jedwabiście błyszczący, białawy, lub szaroochrowy, dojrzały szarobrązowy, gładki, nagi, lekko włóknisty, lekko śluzowaty. Za młodu półkolisty, później wypukły, wreszcie płaski. 
Blaszki
Najpierw białawe, potem kremowe, z wiekiem czerwonawe, średnio gęste, wycięte z ząbkiem. Są zatokowato przyrośnięte i stąd dawna nazwa gatunkowa tego grzyba.
Trzon
Wysokość 5–12 cm, szerokość 1–3 cm, cylindryczny, za młodu pełny, potem gąbczasty, lekko bruzdowany i błyszczący. U nasady ma białą, filcowatą grzybnię.
Miąższ
Biały i błyszczący, nie zmieniający zabarwienia po przekrojeniu. Smak i zapach nieznaczny, mączno-ogórkowy.
Wysyp zarodników
Żółtaworóżowy. Zarodniki nieregularnie sześciograniaste, gładkie.
Gatunki podobne
Może być pomylona z wieloma gatunkami grzybów, szczególnie z dzwonkówką gwiaździstozarodnikową (Entoloma conferendum), wodnichą gładką (Hygrophorus penarius), czy lejkówką szarawą (Clitocybe nebularis). Dzwonkówka trująca różni od tych gatunków łososiowym zabarwieniem blaszek, garbem na kapeluszu u starszych okazów i różowawym wysypem zarodników. Niebezpieczne jest pomylenie z jadalną gęśnicą wiosenną (Calocybe gambosa), o co szczególnie łatwo w przypadku młodych okazów oraz dzwonkówką tarczowatą (Entoloma clypeatum), która wygląda podobnie, jednak rośnie pod drzewami z rodziny różowatych (głóg, jabłoń, śliwa, grusza).

## Występowanie i siedlisko
W Europie Środkowej gatunek niezbyt pospolity. W Polsce również jest nieczęsty.
Pojawia się od końca maja do jesieni w lasach liściastych, zazwyczaj w grupach pod bukami i dębami. Spotykany jest głównie na terenach podgórskich i w górach aż po piętro alpejskie. Występuje także na mokrych łąkach, pastwiskach i przy drogach.

## Znaczenie
Jest grzybem mikoryzowym. Grzyb trujący, wywołujący zaburzenia żołądkowo-jelitowe. Spożycie nawet niedużej ilości już po czasie 15 minut do 2 godzin powoduje bolesne wymioty, biegunkę i utratę sił. W większych dawkach może spowodować nawet zatrucie śmiertelne.